# Natação artística no Campeonato Mundial de Esportes Aquáticos de 2024 - Rotina livre solo masculina

A prova da rotina livre solo masculina da natação artística no Campeonato Mundial de Esportes Aquáticos de 2024 foi realizada nos dias 6 e 7 de fevereiro de 2024 em Doha, no Catar.

## Cronograma
Todos os horários estão na hora local (UTC+3).
| Data           | Hora  | Evento       |
| -------------- | ----- | ------------ |
| 6 de fevereiro | 09:30 | Eliminatória |
| 7 de fevereiro | 20:00 | Final        |

## Formato da competição
A competição consiste em duas rodadas: preliminar e final. Os 12 melhores nadadores classificam-se a final. Nesta edição, como haviam apenas 9, todos estavam automaticamente classificados à final.

## Medalhistas
| Ouro                   | Prata                 | Bronze                |
| Giorgio Minisini (ITA) | Dennis González (ESP) | Gustavo Sánchez (COL) |

## Resultados
| Pos.              | Nadador                 | Nacionalidade  | Eliminatória | Eliminatória | Final    | Final |
| Pos.              | Nadador                 | Nacionalidade  | Pontos       | Pos.         | Pontos   | Pos.  |
| ----------------- | ----------------------- | -------------- | ------------ | ------------ | -------- | ----- |
| Medalha de ouro   | Giorgio Minisini        | Itália         | 174.1583     | 3            | 210.1355 | 1     |
| Medalha de prata  | Dennis González         | Espanha        | 191.3562     | 2            | 196.2750 | 2     |
| Medalha de bronze | Gustavo Sánchez         | Colômbia       | 140.6583     | 6            | 192.0812 | 3     |
| 4                 | Yang Shuncheng          | China          | 213.9999     | 1            | 176.3647 | 4     |
| 5                 | Kenneth Gaudet          | Estados Unidos | 159.7918     | 4            | 166.6250 | 5     |
| 6                 | Kantinan Adisaisiributr | Tailândia      | 152.8916     | 5            | 150.2583 | 6     |
| 7                 | Joel Benavides          | México         | 140.6459     | 7            | 134.2562 | 7     |
| 8                 | Renaud Barral           | Bélgica        | 118.8895     | 8            | 117.4333 | 8     |
| 9                 | Andy Ávila              | Cuba           | 95.0625      | 9            | 111.9460 | 9     |